# Indira Gandhis internationella flygplats

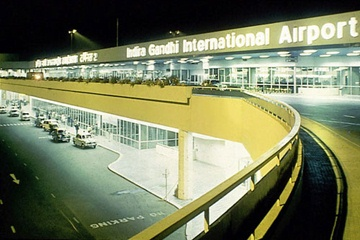
Indira Gandhis internationella flygplats.

Indira Gandhis internationella flygplats (hindi: इन्दिरा गाँधी अंतर्राष्ट्रीय हवाई अड्डा) (IATA: DEL, ICAO: VIDP) är den internationella flygplatsen i Delhi. Flygplatsen byggdes ursprungligen som en militärflygplats under andra världskriget, och hette fram till 1986 Palamflygplatsen. Den är i dag Sydasiens mest trafikerade flygplats. År 2018 passerade 69,9 milj passagerare flygplatsen, vilket placerade den på 12:e plats på listan över de mest trafikerade flygplatserna i antal passagerare i världen det året.